# 社名の由来一覧
社名の由来一覧とは、企業の社名には付けられた時の「創業者精神・理念・志し・目指すべき目標・社会との関わり」といったものが込められている、その由来を解きほぐし一覧にしたものである。
なお、一部ロゴマークに込められた意味についても記述する。日本企業のロゴマークは、「家紋」「屋号」がルーツとなったケースが多々見うけられる。

## 各企業の社名の由来

### あ行
- アース製薬
1892年に「木村化学」として設立、1925年に「木村製薬所」と改称、1964年、現在の社名に改称した。社名の「アース」とは1929年に販売が開始された殺虫液の商標に由来。

- アート引越センター
電話帳の一番に載る様に「あ行」の言葉に、「芸術的（アート）な引越し」という引越専業社である事を解りやすくしている。『the 0123』と右肩上がりの数字をロゴマークとする発想は、縁起が良く引越ブランドとして定着している[1]。

- アイフル
『アイフル(AIFUL)』とは、Affection「愛情」 Improvement「努力」 Faithfulness「誠実信頼」 Unity「調和結束」 Liveliness「活気」の5つの精神を持つ単語の頭文字を組み合わせたもの。ロゴマークは、赤いハートである[1]。

- アウディ
創業者アウグスト・ホルヒの姓「horch」が「聞く」を意味するドイツ語「horchen」(ホルヒエン)を連想させるので、これを更にラテン語に訳した言葉にちなむ[2][3]。

- あおぞら銀行
四季折々に青空に寄せる様々な思いを共有できる、クリーン・オープンでフェアな銀行でありたい願いを込めている[1]。

- AOKIホールディングス
創業時の「青木」に因む他、AはAmbition（大きな志）、OはOrganization（組織）、KはKnowledge（知識・能力）、IはInnovation（革新）の意が込められている[1]。

- 青二プロダクション
「東京都港区南青山二丁目」および「青二才」から。

- 秋田書店
創業者の秋田貞夫の姓に由来。「週刊少年チャンピオン」の発行元として知られる。

- アコム
『アコム（ACOM）』とは、Affection「愛情」、Confidence「信頼」、「Moderation」「節度」の頭文字を組み合わせた造語。

- アサヒビール
日出ずる国に生まれたビールへの誇りと、昇る朝日のごとき将来性、発展性を願っている。ロゴマークのメインカラーのブルーは、お酒にとって一番大事な水を表わし、さわやかさ・すがすがしさ・清涼感を表現している[1]。

- 味の素
『味の素』とは池田菊苗が昆布から発見・抽出したグルタミン酸ナトリウムを創業者である二代目鈴木三郎助に依頼して開発された、うま味調味料の商品名。また、社章ロゴタイプのAには∞（無限大）が組み込まれている[1]。

- アシックス
「もし神に祈るならば、健全な身体に健全な精神あれかし、と祈るべきだ」というラテン語"Anima Sana In corpore Sano"の頭文字から[4]。「足（アシ）＋X（無限の可能性）」「3社を合併した際に、3人で足が6本だから『足（アシ）×6（シックス）』」などはいずれも俗説[5]。アシックスの前身で、現在は同社のブランドになっているオニツカタイガーは、鬼塚商会の第1号バスケットボールシューズを製造した工場の社長が洒落で靴裏へ入れたトラマークを同社の創業者である鬼塚喜八郎が気に入り、アジアでいちばん強い動物でもある虎（＝タイガー）に、創業者の姓でこれも「鬼」の連想から強さを感じさせるオニツカを合わせてブランド名にした[6]。

- アステラス製薬
「星」を意味するラテン語の「stella」、ギリシャ語の「aster、」英語の「stellar」によってaspired stars（大志の星）advanced stars（先進の星）を表現している[1]。

- アディダス
創業者のアドルフ・ダスラーの愛称のアディにダスラーを付け加えたもの[3]。

- アドビ
設立者ジョン・ワーノックの自宅裏に流れていたアドビ川の名に由来する[7]。

- 穴吹工務店
創業者の穴吹喜作の姓より。ロゴマークは、社名頭文字のAを暗示し同時に企業のキーワードであるTRINITY ANABUKIを象徴している。TRINITYとは快適性・調和・情報応用力の三位一体を示す[1]。

- アルスコーポレーション
「アルス」は、アート（芸術）の語源であるラテン語の「アルス」（「技術」「才能」等の意味がある）からで芸術的なものを作る思いが込められている[1][8]。

- アンダーアーマー
ユニフォームの下に着用する鎧（アーマー）という意味で密着するウェアの特徴を表現したもの[7]。

- イオン
ラテン語で「永遠」「夢のある未来」という意味。ロゴマークの中心に描かれたエターナルリングは『人間性に基づく永遠の世界観と平和の概念、グループとしての一体感を象徴する輪』を表現している[1]。

- イケア
創業者のイングヴァル・カンプラードのIとK、彼が育ったスウェーデンの農場のエルムタリッド（E）、村の名前のアナグリッド村（A）の頭文字[3]。

- イズミヤ
創業者の和田源三郎が、『新約聖書』「ヨハネによる福音書」の「ヤコブの泉（サマリヤの女）」の一節から『生きた水の湧く泉』となる様に願いを込めた[1]。

- 伊勢丹
創業者の小菅丹治の名前と小菅が婿養子に行った米穀問屋の屋号「伊勢又」を合わせた「伊勢屋丹治呉服店」が源流で、「伊勢丹さん」と呼ばれていたことから社名も「伊勢丹」とした。

- 壱番屋
関西弁の「カレーハウス、ここ、イチバンや」からきている[1]。

- 一休
社長の森正文が飼っていたフラットコーテッドレトリバー犬の名前「一休」が社名となった[1]。

- 伊藤ハム
創業者の名前に由来する。四角いシンボルマークは、伊藤ハム「i」と星を組み合わせたデザインで、iはロイヤルブルー色になっている[1]。

- イトーヨーカ堂
創業者の吉川敏雄が東京・浅草で創業した「羊華堂」（ようかどう）が会社の源流。吉川の甥である伊藤譲の「伊藤」と「羊華堂」を組み合わせて『イトーヨーカ堂』とした。

- インデックス・ホールディングス
すべてのビジネスの入り口になれるよう『索引』という意味を持つ「Index」とした[1]。

- ウィルコム
Wireless IP Local Loopの頭文字。WILLは、より快適で利便性の高い通信サービスを提供する意志、ワイヤレス通信が実現する未来を、ワイヤレスコミュニケーション(Communication)を通じて実現するという意味を込めている[1]。

- AOCホールディングス
アラビア石油の英文社名「ARABIAN OIL COMPANY, LTD」の頭文字を取っている[1]。

- 江崎グリコ
創業者の江崎利一が、牡蠣の煮汁に含まれる栄養素グリコーゲンを子供の健康に役立てようと思い考案した。ロゴマークのゴールインマークは、彼が「神社の広場でかけっこしていた子供が、両手を上げて元気にゴールインする姿を見て、これこそ健康のシンボルと確信して生まれた」[1]

- エステー
経営理念にある「社会に対する奉仕（SERVICE）と信頼（TRUST）を信条とし、製品については最高（SUPER TOP）を求める事」より、「S」と「T」の頭文字をとって「エステー」とした。また同社シンボルマークの「ひよこ」は、元気さ、さわやかさ、誠実さ、謙虚さ、そして常に上を向いて歩くという挑戦する姿勢を表している[9][出典無効]。

- HMVジャパン
His Master’s Voiceの頭文字。主人を亡くした犬が、蓄音機に吹き込まれた主人の声を懐かしく聞き入った事を名前にした[1]。

- ENEOS
ENERGYとNEOS（ギリシャ語で新しいという意味）を組み合わせた造語である[1]。

- エンターブレイン
様々な分野においてエンターテイメントのブレインになる事を願い命名された。ロゴマークの「I」を「!」に変えているのは、エンターテイメントに驚きを提供するという意味が込められている[1]。

- NTTドコモ
ドコモは、Do Communications Over The Mobile Network（移動通信網で実現する積極的で豊かなコミュニケーション）の頭文字をつづっている[1]。

- オーエスジーOSG
創業者 大澤秀雄の「O」、SCREW（ねじ）の「S」、GRINDING（研削）の「G」の頭文字を組み合わせた造語である[10][11][信頼性要検証]。

- オークマ
1898年に創業者「大隈栄一」が大隈麺機商会を興した、創業者の姓を取っている。創業者の栄一は巡査を退職して製麺機を売るために佐賀県から麺産地の名古屋に出てきたので本社が現在地にある[1]。

- オークワ
創業者の大桑勇の名前に由来。社章ロゴマークは白いハトをイメージしたもので、OKUWAの「O」と「K」を組み合わせている。

- オートバックスセブン
AUTOBACSのロゴには一文字ずつに意味がある。A=Appealアピール, U=Uniqueユニーク, T=Tireタイヤ, O=Oilオイル, B=Batteryバッテリー, A=Accessoryアクセサリー, C=Car audioカーオーディオ, S=Serviceサービスの頭文字を取っている。背景のカラーであるカリファルニアオレンジは、アメリカの開拓精神を表わしている[1]。

- オカムラ
創業の地である横浜市岡村から。

- 奥村組
1907年創業者である奥村太平の姓を取っている[1]。

- オリックス ORIX
旧社名の「オリエント・リース」の“オリエント”（ORIENT）の響きを残し、それに独創性を意味する「ORIGINAL」（オリジナル）と柔軟性や多様性を意味する「X」（エックス）を組み合わせたもの。

- オリンパス
ギリシャ神話の神々の住む山「オリンパス」にちなんでいる[1]。

- オルファ
創業世界初商品の「折る刃式カッターナイフ」の折る刃が、オルファとなり社名とした[1][12]。

### か行
- ガイナックス
山陰地方の方言で、大きい、すごいなどの意味を持つ「がいな」に、未知を表す「X」を合わせた[13]。

- 花王
シンボルマークの月は、1890年に「花王石鹸」が誕生した時、美と清浄のマークとして生まれた。最初は右を向いた下弦の月だったが、満月から新月に向かう輝きが欠けていく月である事より、繁栄を願い輝きが満ちていく左向きの上弦の月に1943年に改められた[1]。

- カプコン
「パーソナルコンピュータ」に対抗して考案した「カプセルコンピュータ」という言葉の略である[1]。

- 河北新報社
宮城県を中心とした東北地方のブロック紙『河北新報』の発行元。社名及び題号の由来は“「白河以北一山百文」（白河の関より北は、山ひとつ百文の価値しか持たない）と蔑まれた東北の意地を見せるべく「河北」に改題”に立ち戻り、東北の誇りで在ってほしいという、東北を蔑視する言葉から来ている。

- カルピス
「カル」はカルシウム、「ピス」は仏教で最上の味を表す「サルピス（サンスクリット語）」の造語[1]。

- カルビー
スナック菓子メーカーの「カルビー」の由来は、カルシウムと「ビー」はビタミンB1の造語である[1]。

- ガンホー・オンライン・エンターテイメント
1998年設立のオンセールから2002年に社名変更。英: GungHoは第二次世界大戦中の米国海兵隊の標語「ガンホー」に由来を持つ英単語で「熱心な」「熱烈な」の意味を持つ英単語だが、さらにたどれば中国語（中: 工和）に由来する[14][15]。

- 京セラ
創業時の社名は「京都セラミックス株式会社」、その後セラミックス以外にも進出したため、呼称であった「京セラ」を社名とした[1]。

- キヤノン
1934年に前身である「精機光学研究所」で国産初の35ミリフォーカルブレーンシャッターカメラ『カンノン(KWANNON)』を考案。翌年ブランドとして「キヤノン(CANON)」に改名された。英語で「規範・標準・聖典」の意味があり、1936年に社名となった。字の先端を内側に跳ねる独特のCはこの時点から採用されている[1]。

- 共同印刷
博文館印刷所と精美堂が合併して、共同（協働）で成長する願いを込めた社名とした[1]。

- 紀伊國屋書店
創業者田辺茂一の生家が営んでいた薪炭問屋の屋号が「紀伊國屋」であった。家業を継がず敷地の一部で本屋を開業したのが始まりである[1]。

- キングジム
事務用品の王（King+事務）から[13]。

- 金鳥（大日本除虫菊）
商標名の「金鳥」とは、創業者の上山英一郎が自らの座右の銘であった司馬遷の史記「鶏口となるも牛後となるなかれ」と、「最高」を意味する金色の鶏から付けられた。

- クラレ
創業当初の社名は「倉敷レイヨン」。繊維以外の事業多角化により、倉敷の「倉（クラ）」とレイヨンの「レ」を採って『クラレ』とした。

- クリナップ
野球の「クリーンナップトリオ」という言葉が流行した昭和35年頃、同社の流し台・調理台・ガス台は、台所のクリーンナップトリオであるという意味のブランド名で考えられ、トリオを省略して語感の良さより「クリナップ」となった。創業時の社名は「井上食卓」、「井上工業」を経て昭和58年に現社名となる[16]。

- クレハ
かつての親会社「呉羽紡績」の創業地、富山市呉羽町に由来する。クレハ自体は富山と関係ない。

- KDDI
第二電電株式会社(DDI)、KDD株式会社(KDD)、日本移動通信株式会社(IDO)の3社合併により社名も合体した[1]。

- ケンウッド
Kenwoodとは、英国の地名で「ケント州の森」という意味である。戦後に「春日無線電機商会」として創業され、米国への製品輸出を機会に社名もブランドも「トリオ」とした。トリオとは義兄弟3人で設立した会社という意味がある。しかし「トリオ」は米国で商標として既に使用されていたため、米国代理店の扱っていた陶器ブランド「Kenwood」を使用し、海外はケンウッド、日本ではトリオの2ブランドとなっていた。昭和61年に社名もケンウッドと変更した[16]。

- コメリ
1952年の創業時は米穀商。屋号の『利右衛門』の『利』を足して『米利商店』としたのが現在の社名コメリの由来である[1]。

### さ行
- サッポロビール
1876年開設の「開拓使麦酒醸造所」が始まり。1964年に発祥の地名にちなんだ現在名となる。星のマークは北極星で、サッポロシャイニングスターと呼ばれている[1]。

- サンガリア
唐の詩人、杜甫の「春望」にある「国破れて山河あり、城春にして草木深し…」の「山河（さんが）あり」に由来[17]。

- 三精テクノロジーズ
三精とは、太陽・月・星の３つの天体を指し、広大無辺の宇宙のように、大きく成長したいという願望をこめたものである[18][信頼性要検証]。

- 参天製薬
儒教の経典四書の「中庸」にある「天地の化育を賛く可ければ、即ち以って天地と参となる可し」（本来聖人は万物の秩序と原理（天）と人間社会（地）の調和を助ける）から「参」と「天」の2文字を社名としている。

- サンテレビジョン
兵庫県の独立テレビ局。社名の「サン」（SUN）とは、兵庫県瀬戸内海側の「S」と同県日本海側の「N」、その2つを繋ぐユニット（UNIT）の「U」の頭文字を採った。

- サントリー
創業者の鳥井新次郎の姓と、サン=SUNは会社の原点商品である「赤玉ポートワイン」の赤玉=商品イメージの太陽=Sunの合成語である[1][19]。

- 三洋電機
太平洋・大西洋・インド洋の3つの海を越えたグローバル企業を目指して創業者の井上齢男が命名した。井上齢男は松下幸之助の義理の弟で、松下電器産業の専務であった[16]。

- シチズン時計
創業当時の社名は「尚工舎時計研究所」で、1924年に発売された懐中時計のブランドに「CITIZEN」（シチズン）と付けたのが始まり。創業者と親交があった後藤新平が名付けた。「シチズン」とは、英語で「市民」のことを表し、「市民に親しまれるように」の意味でもある。

- シャープ
創業商品エバー・レディ・シャープ・ペンシル『常備芯突鉛筆』からきている。シャープは「尖っている」の意味[1]。

- シヤチハタ
創業者である舟橋金造が名古屋市で「舟橋商会」として創業。同社が発売した「万年スタンプ台」の商標は当初「日の丸」であったが、日の丸を商標にしてはならないとの指摘を受け、名古屋の象徴である名古屋城の「金鯱」を商標に使用して「鯱旗印」として発売。1941年に「シヤチハタ工業」に社名変更、1999年に現在の社名になる。

- ジャパネットたかた
「日本をネットする」と創業者の髙田明の姓に由来。

- 小学館
創業当初、小学校向けの教育図書の発行を主な業務としていたことで「小学館」である。

- 松竹
創業者の白井松次郎と大谷竹次郎の名前から「松」「竹」とした。単なる縁起担ぎだけの命名ではない[1]。

- すかいらーく
SKYLARKとは、鳥の『ひばり』の事。「ひばり」は、前身の乾物店「ことぶき食品」が西東京市ひばりが丘団地で開業した事からきている。「天高く済みきった空にはばたく」と意味がある[1]。

- スクウェア・エニックス
2003年4月にスクウェアとエニックスが合併。スクウェアはゴルフ用語で、問題に対して直視していく企業体を目指す意味と、クリエーターが集まる広場の意味が込められている。エニックスは公団住宅情報誌を手がけていた「営団社募集サービスセンター」の子会社として設立され、アメリカで開発された最初期のコンピュータ「エニアック」と不死鳥の「フェニックス」を併せた造語[14]。

- スターバックスコーヒージャパン
小説「白鯨」の航海士の名前スターバックから取っているが由来のひとつである。ロゴマークの中心に書かれているイラストは、ギリシャ神話の『人魚サイレン』である[1][19]。

- スタジオジブリ
サハラ砂漠に吹く熱風を意味するギブリ（イタリア語: Ghibli）に由来する。第二次世界大戦中に使用されたイタリアの軍用偵察機Caproni Ca.309[要出典]の愛称でもあり、飛行機マニアの宮崎駿が「日本のアニメーション界に熱風を起こそう」という思いで命名した[20]。

- 住友スリーエム
3Mと「住友電工」「日本電気」の合弁会社として1960年に設立された。3Mは、ミネソタの鉱山工業会社の意味のMinnesota Mining & Manufacturing Co.の頭文字を取っている[16]。

- セイコーグループ
「精工舎」（せいこうしゃ）に由来。

- セガ
ジュークボックスやスロットマシーンの輸入会社、サービス・ゲームズ・ジャパンが発展的に解消して設立された日本機械製造が開発した国産初のジュークボックス「セガ1000」にちなむ。「セガ」はSERVICE GAMESの略称による[14]。

- 積水化学工業・積水ハウス
積水とは、満々とたたえられた水という意味で、中国の兵法書『孫子』の軍形四「勝者の戦、積水を千仞の谷より決するが若き者は、形なり」からきている[1]。

- セコム
セキュリティ(Security)とコミュニケーション(Communication)の2つの言葉を組み合わせている[1]。

- セブン&アイ・ホールディングス
セブン-イレブンの「7=SEVEN」とイトーヨーカ堂（Ito Yokado）の「I」を組み合わせたもの。

- セメダイン
「セメント」と力の単位を示す「ダイン」の言葉を組み合わせている。もうひとつは、イギリスの接着剤「メンダイン」を日本市場から攻め出そうとする「攻め出せ、メンダイン」という創業者の造語を略したもの。

- ゼンショー
牛丼で知られる「すき家」を展開する『ゼンショー』。お客様が喜ぶ「善商」と世界に日本文化を広める「禅商」全世界でフード業界一を勝ち取る「全商」の3つの意味が込められている[1]。

- ソニー SONY
ラテン語で音を意味する「SONUS」（ソヌス）と小さい、坊やを意味する「SONNY」（サニー）からきている。

### た行
- ダイエー
かって日本のスーパー業界No.1であった『ダイエー』、「大きく栄える」と1号店の「大阪で栄える」から命名された[1]。

- 大正製薬
大正元年に創業した事より。創業時は「大正製薬所」、ワシのロゴマークは、力強く未来に羽ばたく意味を込めている[1]。

- 大日本印刷
1935年に「秀英舎」と「日清印刷」が合併し、大日本印刷となる[1]。

- 大和ハウス工業
創業者・石橋信夫の出身地・奈良県の旧令制国名である大和国（やまと）に因む。「大和」を“やまと”ではなく“だいわ”の読みにしたのは、「大いなる和をもって経営に当たりたい」という創業者の願いが込められている。

- 髙島屋
1831年京都に創業した飯田新七の養父が近江国高島郡の出身に由来する。「高」を「髙」としたのは、はしごを1つずつ上っていき業界の頂点を目指す願いより。ロゴの「髙」はシンメトリーでのれんにした時、裏表から読めるようにしてある[1]。

- 高峰楽器製作所
本社のある岐阜県中津川市の高峰山に由来する。

- 宝島社
前身の「JICC出版局」時代に出版事業に進出し、その時の創業雑誌『宝島』をはじめとして雑誌群が急成長した事による。大衆化路線を推進する鍵として「宝島」という言葉が選ばれた[1]。

- ダスキン
英語の「ダストクロス・ダステックス」と日本語の「ぞうきん・ふきん」の合成語[1]。

- ちふれ化粧品
旧社名は「東京実業株式会社」。「ちふれ」の由来は、同社と提携関係を結ぶ全国地域婦人団体連絡協議会（ぜんこくちいきふじんれんらくきょうぎかい。地婦連=ちふれん）の頭文字からきている。

- 中日新聞社
愛知県を中心とした中部地方のブロック紙『中日新聞』の発行元。旧題号の「中部日本新聞」を略したもの。

- チョーヤ梅酒
創業地で本社所在地でもある大阪府羽曳野市東部に聳える二上山に、多くの蝶が生息していたのと、矢尻が多数発掘されたことから、創業者がその歴史と自然を見直そうと、「蝶矢」の造語を商標として使用したのに由来。旧社名は『蝶矢洋酒醸造』で、2000年に現在の社名となる。

- DHC
現在は化粧品・健康食品の通信販売専門の会社だが、元々は委託翻訳業務の会社として創業した。「DHC」とは「大学翻訳センター」（Daigaku Honyaku Center）の頭文字をとった略称である。

- 帝人 TEIJIN
旧社名の「帝国人造絹絲」を略したもの。

- デイリーヤマザキ
毎日のくらしに「楽しみや温かみを提供」くらしを応援し続けるチェーンでありたいという願いが込められている[1]。

- 電通 dentsu
旧社名の「日本電報通信社」を略したものを現在の社名としている。

- 東通
テレビ制作会社の『東通』とは、旧社名の「東京通信機工事」を略したもの。

- 東ハト
社名が『東京製菓』だった頃、商標に「鳩」を使用して“鳩印東京製菓”と呼ばれた。問屋が電報による注文の際、文字数で料金が変わることから“トウハト” と略したことが定着して、社名を『東鳩東京製菓』に改め、1996年に現在の『東ハト』に変更した。

- 東邦薬品
創業が戦後の占領下であった為、日本の会社である事を意識して「東方の国」という意味の『東邦』を社名とした[1]。

- 東芝
芝浦製作所と東京電気が昭和14年に合併して東京芝浦電気となり、その時より用いられたブランド名TOSHIBA（東芝）が社名となった[16]。

- 東レ
旧社名「東洋レーヨン」の略。

- トステム
旧社名「トーヨーサッシ」が昭和59年から使用していたブランド名TOSTEMを事業拡大に合わせ平成4年「トステム」として社名に採用した。TOSTEMは、TOTAL SYSTEMの略である。大正12年「妙見屋商店」として創業、妙見菩薩の「妙見」を社名とした[16]。

- トヨタ自動車
創業家の豊田は「とよだ」と読む。個人的企業から脱するために、当初はカタカナの「トヨダ自動車」とする計画でいたが、ブランドマークの公募で選ばれた中島種夫のデザインが濁音の無い『トヨタ』であった。姓名判断で画数が良かったこと、また、個人名から離れる趣旨になることから、第一号の車名「トヨタ号」とし社名も「トヨタ」にて登録した[16]。

- トリンプ・インターナショナル
Triumph(勝利、ドイツ語では「トリウムフ」)から。日本法人は発音しやすく「トリンプ」を正式名とした。

### な行
- ナイキ
ギリシャ神話の勝利の女神であるニケの英語表記から名づけられた[19]。

- 日産自動車
日産自動車は、戸畑鋳物（株）と日本産業（株）の共同出資会社。日本産業（株）からきている。日産化学等とともに戦前の日産コンツェルンの一員だった。日産の初代ロゴはDATSUN。「快進社自動車工場」設立メンバーの田・青山・竹内の3名の頭文字よりダット(DAT)とし、その息子SONと付けたがSONは『損』なのでSUN『太陽』にした[1]。

- 日清医療食品
初代社長・村田清次の「清」と、日本一の企業を目指すという気持ちを込めた「日」の字を合わせて、「日清医療食品」としている[16]。

- 日清オイリオ
創業時に日本と当時の清国 大連に工場があった事より「日+清」製油とする。ロゴマークは、油のOilをシンメトリーにしてliOでオイリオOilliOとしている[1]。

- 日清食品
「チキンラーメン」や「カップヌードル」で知られる『日清食品』は「日々清らかに豊かな味をつくる」という創業者・安藤百福の願いから付けられた。

- ニッセンホールディングス
通信販売大手のニッセンを中核とした持株会社。1970年（昭和45年）4月に日本捺染の商事部を分離し創業した「株式会社日本染芸」に由来[13]。

- ニトリ
創業者・似鳥昭雄の苗字に因む。

- 日本アイ・ビー・エム
昭和12年に設立された日本法人社名は「日本ワットソン統計会計機械」であった。その後2度の改称により昭和34年に現在の社名となった。IBMは、International Business Machines Corp.の頭文字を取っている[16]。

- 日本通運
丸の中に「通」のロゴマークは、京都山科の徳林庵のお手洗い場に同じ物が刻まれている。190年前に飛脚たちが奉納した時のマークである[1]。

- 日本テレビ放送網
日本初の民間放送テレビ局である『日本テレビ放送網』は、創業者である正力松太郎が日本全国を放送エリアとする放送局としての開局を計画していたが、当時の郵政省の方針で関東地方のみを放送エリアとして開局した。社名に「放送網」と入れているのは同一法人による全国ネットワーク構想計画の名残。

- 日本ビクター（現・JVCケンウッド）
ビクターの社名由来は、エジソンのフォノグラフに対して「勝利者」であるという意味、トレードマークの蓄音機ホーン形状がV字形である、命名者のエルドリッジ・ジョンソンの友人名と諸説あるが定かではない。日本ビクターは、ビクター・トーキング・マシン社（現・RCA）の子会社「日本ビクター蓄音機」として昭和2年にできた。昭和20年に今の社名となり、戦後日本企業として再スタートしている。VHS方式のビデオ生みの親としても世界的に知られる。モデルとなった犬は、ニッパーという名前の実存する犬だった[16]。

- 任天堂
人事を尽くして天命を待つ、「天に任せる」の意味説が一般的である。他の説に、花札・トランプを使う遊びが「運を天に任せる」ものよりとも言われている[16]。

### は行
- パイン
看板商品のパインアメから。

- 花園工具
東大阪市花園本町にユアサ商事株式会社の工具製造工場として創業したことによる[独自研究?][21][出典無効]。

- パソナ
ラテン語で「人」をあらわす「persona」から「er」を「A」に変えて商標とした[1]。

- パナソニック
Panasonicは、元々はアメリカで発売し有名となったオーディオ高級スピーカーの商品愛称だった。Panは「全ての」Sonicは「音」の造語[1]。

- バンダイナムコエンターテインメント
2005年（平成17年）9月にバンダイとナムコが合併。バンダイは1950年（昭和25年）に設立された玩具製造会社「萬代屋」に始まり、中国古典に見える「萬代不易（永遠に変わらないこと）」に由来する。ナムコは1955年（昭和30年）創業の「中村製作所」に始まり、英語名（Nakamura Amusement Machine Manufacturing Company）の頭文字からナムコとした[14]。

- BASF
創業時の社名 Badische Anilin- und Soda-Fabrik(バーデン・アニリン・ソーダ製造)の略。

- BMW
Bayerische Motoren Werke(バイエルン発動機製造、親会社の正式名)の略。

- ファンケル
「ファイン」（fine）と「ケミカル」（chemical）を合わせた造語。または「不安を蹴る」の語呂合わせ。

- フォルクスワーゲン
ドイツ語で「国民車」の意味。ヒトラーの国民車開発計画に始まる。

- フジテレビジョン
創業者の一人、鹿内信隆が、日本の象徴が富士山であることから、富士山のように親しまれるテレビ局にするとの願いを込めて「富士テレビジョン」の商号で設立されたが、子供でも分かりやすい名前にした方がいいとの鹿内の判断から、カタカナ表記の「フジテレビジョン」とした。

- ブシロード
「カードファイト!!ヴァンガード」などで知られる『ブシロード』は、創業者の木谷高明がブロッコリー時代に開発したメディアミックス作品「熱風海陸ブシロード」から由来。また「武士道」の意味も込められている。

- ブリヂストン
創業者の石橋姓を英語で直訳し「ストーンブリッジ」と考えたが語呂合わせが良くなかったので、ブリヂストンと逆にした。ルーツは、地下足袋を製造していた「日本足袋」（現在のアサヒコーポレーション）のタイヤ部から昭和6年に福岡県久留米市にて独立して出来た会社である[16]。

- ヒット
ブランド名は、野球のヒット（安打）から由来している[要出典]。

- フィアット FIAT
Fabbrica Italiana Automobili Torino（トリノのイタリア自動車製造所）の略[22]。

- 不二越
不二は、仏典で「善悪不二、邪正一如」あるいは「迷悟不二」というように、現象としては違うもの、反対に見えるものも、より高い次元に立ってその本質を深く見極めれば、もともと一つのものであることを意味する。越は、北陸の古い呼称「高志」を意味する[23]。

- 富士通
昭和42年に「富士通信機製造」より事業拡大に伴う企業実態に合わせて「富士通」と改名した。ルーツは古河電気工業とシーメンス社が設立した「富士電機製造」(富士電機)から昭和10年に電話機を製造する通信部門として分離独立している。「富士」は、古河の「フ」とシーメンスのドイツ語読みジーメンスの「ジ」を合わせて「フジ」とし縁起の良い富士山の「富士」の漢字をあてたものである[16]。

- フマキラー
1890年、広島市で「大下回春堂」として創業、現在の社名は1920年に同社から発売された殺虫液「強力フマキラー液」に因む。「フマキラー」とは、fly（フライ=ハエ）の「フ」とmosquito（モスキート=カ）の「モ」にkiller（キラー=殺す）を合わせた造語で、発音しやすい様に「モ」を「マ」にした。

- ブラザー工業
21歳で家業を継いだ安井正義が6男4女の力を合わすべく「安井ミシン兄弟商会」に大正14年に「安井ミシン商会」を改称。国産化ミシン第1号を昭和3年に会社名の「兄弟」から「ブラザー」ブランド名で販売開始した。昭和36年タイプライターの生産と多角化により翌年現社名となる。「ブラザー」ではなく、ミシンを使う女性の「シスター」ブランドとしたかったがすでに商標登録されていて使えなかった[16]。

- ペンタックス
ペンタックスは1957年に発売したカメラのブランドを社名に変更した。元の社名は旭光学工業（株）である[1]。

- ホリプロ
芸能事務所最大手『ホリプロ』の社名は、創業者・堀威夫の姓に由来。

- ボルボ Volvo
会社としての起源はベアリングメーカーSKE社の子会社にあり、ラテン語で「私は回る」という意味で命名された。

- 本田技研工業 HONDA
創業者の本田宗一郎が設立した「本田技術研究所」を源流とする。ブランド名の「HONDA」（ホンダ）も彼の姓に由来。

### ま行
- 毎日新聞社
『毎日新聞』の西日本地区の旧題号『大阪毎日新聞』に因む。大阪毎日新聞社が東日本地区で発行していた『東京日日新聞』と1943年に題号を『毎日新聞』に統一したのに伴い現在の社名とした。

- マクセル
乾電池のブランド名“Maximum Capacity Dry Cell＝最高の容量を持つ乾電池”の略称から[13]。

- マックス
マキシムの技術、能力の最大を発揮し、最高の製品を供給するクライマックスの製品を提供する意志よりつけられた[24]。

- マツダ
創業者名の松田重次郎のMATSUDAと馬車や牛車が発明された古代オリエント文明の叡智の神アフラ・マズダー(Ahura-Mazda)の二つの意味を持っている[16]。

- マルエツ
創業当初の社名は「魚悦商店」で、社紋が「○」に「悦」だったことから社名も「マルエツ」とした。

- 三越
1603年に「越後屋」として創業。1904年に「三越呉服店」に改称。社名は「越後屋」の「越」と創業家の「三井」の姓からの「三」を採っている。

- 三菱鉛筆
1903年、創業家である眞崎家の家紋をアレンジした「三菱印」を商標出願して登録されたのに由来。「三菱印」は三菱財閥（現在の三菱グループ）よりも商標登録が早い（ちなみに、三菱財閥とは提携・資本関係はない）。ブランド名「uni」（ユニ）の名称の由来は、1958年に販売が開始された高級鉛筆の商品名で、「ユニーク」（unique）な企業として、いつも新鮮な発想を持った商品を開発し、人々のライフスタイルを彩り豊かにするとの意味が込められている。

- ミトロイ
創業の地、茨城県水戸市の水戸(MITO)と、合金(ALLOY)の名称を合わせてミトロイ(MITOLOY)とした[25][信頼性要検証]。

- メガネドラッグ
創業者の森野茂が薬局で眼鏡を販売したのが最初で、ドラッグストアで眼鏡を売っていたということに由来。ちなみに現在は眼鏡専門店である。

- モスフードサービス
ハンバーガーチェーン「モスバーガー」を展開する企業。創業者の櫻田慧が「山のように気高く堂々と」「海のように深く広い心で」「太陽のように燃え尽きることのない情熱を持って」という意味を込めて、英語のMountain（山）、Ocean（海）、Sun（太陽）の頭文字から命名[26]。

### や行
- ヤクルト
Yakultは世界共通語（エスペラント語）でヨーグルトを意味する「Jahurto」からの造語である[1]。

- 山崎製パン
製パン最大手『山崎製パン』の「山崎」は、創業者である飯島藤十郎の妹の夫の姓に由来。

- ヤンマー
農作業用機械のエンジンメーカーとして創業された山岡発動機工作所のエンジンのブランド名がその後社名となった。豊作を意味する昆虫トンボの親玉である「オニヤンマ」から「ヤンマー」と長音を付け親しみやすくしている[16]。

- ユニチャーム
『ユニ』はUnited, Universal, Uniqueの3単語より、『チャーム』は生理用品メーカとして「女性には常にチャーミングでいて欲しい」との思いより組み合わせた[1]。

- 横浜ゴム
1917年、横濱電線製造（現在の古河電気工業）とグッドリッチの共同出資により、当時の親会社の発祥の地である横浜市の地名を採って「横濱護謨製造」として設立、1963年に現社名になる。

- 吉本興業
大阪を拠点とする芸能事務所大手。創業者の一人である吉本せいの姓に由来。

- 読売新聞グループ本社
全国紙『読売新聞』の地域発行法人の持株会社。江戸時代に瓦版を売っていた人の「読売」に由来。

### ら行
- りそなホールディングス・りそな銀行
ラテン語の「Resona」（共鳴する、響き合う）に由来。

- リョービ
創業地の広島県府中市 (広島県)周辺は「備後」と呼ばれ、隣接地の「備中」と合わせて「両備（りょうび）」と呼ばれていた。この呼び名を三菱電機と取引があったことより、「両」を「菱」に代えて「菱備」とした[27]。

- レッキス工業 REX
レッキス(REX)は、ラテン語で「王様の中の王様」を意味する[28]。

- ロッテ
創業者重光武雄がゲーテの名作「若きウェルテルの悩み」に感動し、誰からも愛されるヒロイン「シャルロッテ」は永遠の恋人とされており、永遠に「お口の恋人」でありたいと「ロッテ」とした[1]。

- ローソン
創業者のj.j.ローソンが経営していた牛乳屋の名称・ローソンによる[19]。

- ロート製薬
1889年、山田安民が大阪で『信天堂山田安民薬房』として創業。1909年に発売が開始された「ロート目薬」は、同商品の開発を手がけた井上豊太郎の恩師であるロート・ムンドに因み、1949年にブランド名の「ロート」をそのまま社名とする。

- ロブテックスLOBTEX
LOBはシンボルマークのエビ(LOBSTER)のLOB、TEはテクノロジー・技術。Xは広がりを示している[要出典]。

- ローム　ROHM
抵抗器を表すRと抵抗の単位Ohm(オーム)をつないだもの。

### わ行
- YKK
創業者・吉田忠雄の頭文字である「Y」と旧社名の「吉田工業株式会社」の英文表記に由来。
- ワコール
「江州」（現在の滋賀県）に和す」の意味で前身である和江商事が誕生している。その和江を『留める』という意味を込めてワコールとなった[1]。
- 渡辺プロダクション・ワタナベエンターテインメント
“ナベプロ”の愛称で知られる芸能事務所の老舗。創業者の渡辺晋の姓に由来。